# Agnieszka Kozłowska-Rajewicz

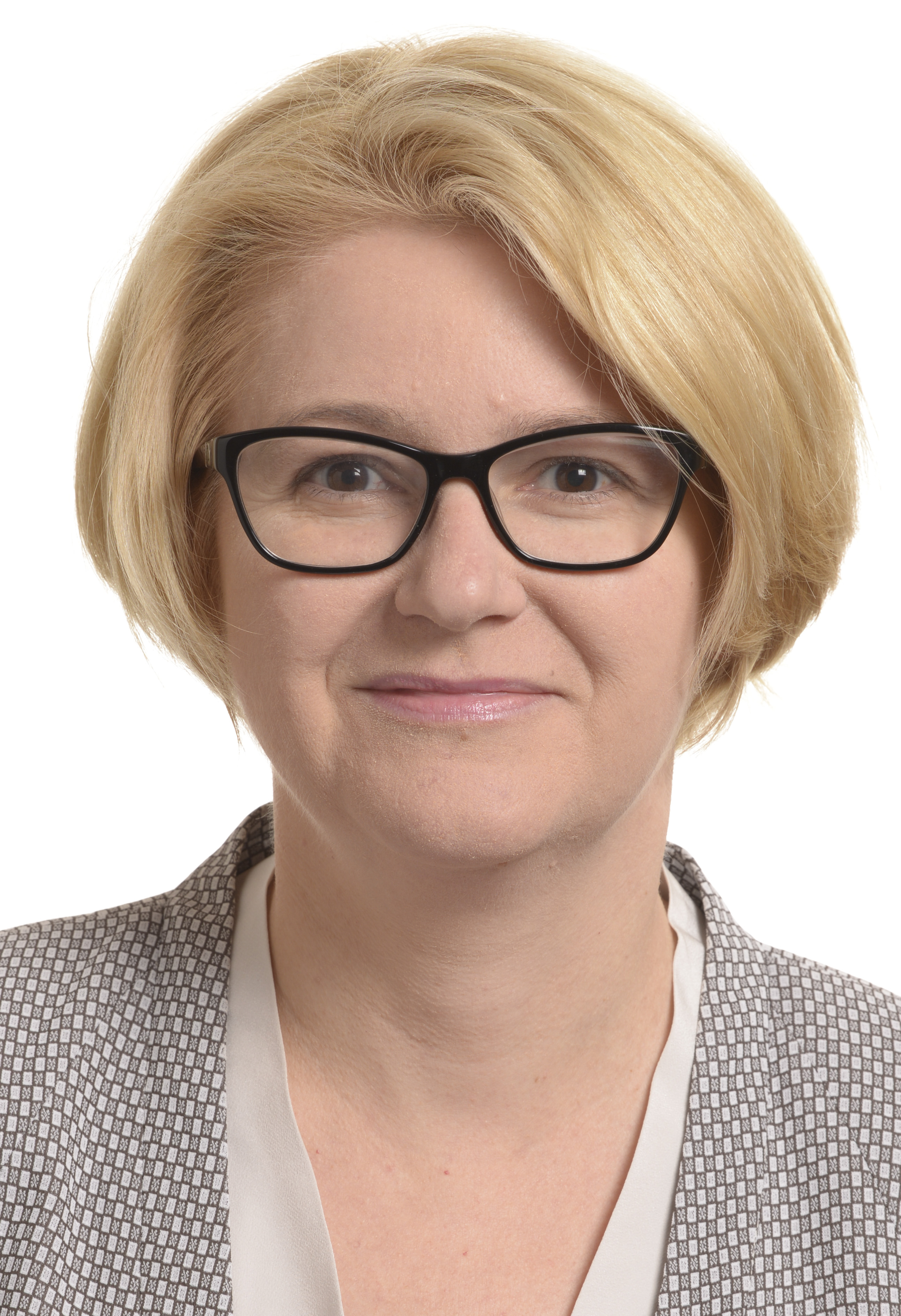
Agnieszka Kozłowska-Rajewicz (2014)

Agnieszka Kozłowska-Rajewicz (* 4. Dezember 1969 in Kętrzyn) ist eine polnische Politikerin der Platforma Obywatelska (PO). Sie war von 2007 bis 2014 Abgeordnete des Sejm der VI. und VII. Wahlperiode, Regierungsbevollmächtigte für Gleichbehandlung (2011 bis 2014) und von 2014 bis 2019 Mitglied des Europäischen Parlaments der 8. Wahlperiode.

## Leben und Wirken

### Leben und Beruf
Agnieszka Kozłowska-Rajewicz studierte Biologie, Psychologie, Soziologie, Ethnologie und Geschichte an den Universitäten in Danzig und Posen und schloss ihr Studium der Biologie mit der Spezialisierung Humanbiologie 1994 an der Fakultät für Biologie der Adam-Mickiewicz-Universität Posen ab. Anschließend absolvierte sie ein postgraduales Studium der Öffentlichkeitsarbeit an der höhere Schule für Management und Bankwesen in Posen, welches sie 1996 abschloss. 1998 promovierte sie an der Fakultät für Biologie der Adam-Mickiewicz-Universität Posen in Humanbiologie.
Nach ihrem postgradualen Studium arbeitete Kozłowska-Rajewicz zunächst mehr als ein Jahr als Public Relations Manager bei der Internationalen Messe Posen. Nach ihrer Promotion fand sie eine Anstellung als Assistenzprofessorin am Institut für Anthropologie (Fakultät für Biologie) der Adam Mickiewicz-Universität. Dort war sie Mitverfasserin von Schulbüchern für Biologie, speziell für die Sekundarstufe. Im Jahr 2005 nahm sie eine Stelle als Assistenzprofessorin an der Pädagogischen Fakultät der Adam Mickiewicz-Universität an und leitete dort bis 2011 das Labor für Umweltbildung. Seit 2016 ist sie an der Pädagogischen Fakultät der Adam Mickiewicz-Universität wieder als Lehrbeauftragte tätig.

### Politik
Agnieszka Kozłowska-Rajewicz ist seit Ende der 1990er Jahre politisch aktiv. Anfangs war sie Mitglied bei der Unia Wolności, wechselte aber 2001 nach dem Weggang von Donald Tusk zur neu gegründeten Platforma Obywatelska. Bei den Selbstverwaltungswahlen 2002 trat sie für das Wahlbündnis bestehend aus der Platforma Obywatelska und der Prawo i Sprawiedliwość für ein Mandat im Sejmik der Woiwodschaft Großpolen an, konnte dieses aber nicht erringen. Ebenso scheiterte sie bei der drei Jahre später stattgefundenen Parlamentswahl, bei der sie sich für die Platforma Obywatelska im Wahlkreis Nr. 39 (Posen und Umland) für ein Mandat im Sejm der Republik Polen bewarb.
Bei den Selbstverwaltungswahlen im November 2006 wurde Kozłowska-Rajewicz zum Mitglied des Bezirksrats im Powiat Poznański gewählt. Bei der vorgezogenen Parlamentswahl 2007 trat sie erneut im Wahlkreis Nr. 39 an und errang dieses Mal einen Sitz im Sejm. Während der VI. Wahlperiode des Sejm war sie Mitglied des Ausschusses für Bildung, Wissenschaft und Jugend, des Gesundheitsausschusses und des Ausschusses für Justiz und Menschenrechte. Bei der Parlamentswahl 2011 für die VII. Wahlperiode des Sejm konnte sie ihr Mandat im selben Wahlkreis verteidigen. Für wenige Tage war sie Mitglied des Ausschusses für Sozialpolitik und Familie und des Ausschusses für Umweltschutz, natürliche Ressourcen und Forstwirtschaft. Am 1. Dezember 2011 wurde Agnieszka Kozłowska-Rajewicz in der Position einer Staatssekretärin zur Regierungsbevollmächtigten für Gleichbehandlung ernannt und fungierte ab 2012 als Mitglied des Rates zur Prävention von Rassendiskriminierung, Xenophobie und damit zusammenhängender Intoleranz.
Bei der Europawahl 2014 trat sie im nationalen Wahlkreis Nr. 7 an und konnte mit 66.419 (11,35 %) der abgegebenen gültigen Stimmen im Wahlkreis einen Sitz für die 8. Wahlperiode des Europäischen Parlaments gewinnen. Dort gehörte sie der Fraktion der Europäischen Volkspartei (Christdemokraten) an und war Mitglied des Ausschusses für Beschäftigung und soziale Angelegenheiten und des Ausschusses für die Rechte der Frau und die Gleichstellung der Geschlechter. Weiterhin war sie Mitglied der Delegation für die Beziehungen zu Belarus und der Delegation in der Parlamentarischen Versammlung EURO-NEST. Bei der Europawahl 2019 trat sie nicht erneut an und schied daher aus dem Europaparlament aus.

## Werke (Auswahl)
- K. Kościński, M. Krenz‐Niedbała, A. Kozłowska‐Rajewicz: Month‐of‐birth effect on height and weight in Polish rural children. In: American Journal of Human Biology. Volume 16, Issue 1, 2004, S. 31–42, doi:10.1002/ajhb.10232 (englisch).
- E. A. Puch, A. Kozłowska-Rajewicz: Month of birth and body height differencesin Polish urban schoolchildren from Katowice. In: Przegląd Antropologiczny – Anthropological Review. Volume 67, 2004, S. 73–86 (englisch, ptantropologiczne.pl [PDF; abgerufen am 20. Mai 2019]).
- K. Kościński, A. Kozłowska-Rajewicz, M. T. Górecki, M. Kamyczek, M. Różycki: Month-of-birth effect on further body size in a pig model. In: HOMO. Volume 60, Issue 2, 2009, S. 159–183, doi:10.1016/j.jchb.2008.02.003 (englisch).
- K. Kościński, M. Krenz-Niedbała, E. A. Puch, A. Kozłowska-Rajewicz: Wielkość ciała a sezon urodzenia. Poznańskie ośmiolatki 2007 (= Monografie Instytutu Antropologii. Nr. 13). Poznań 2009, ISBN 83-8780060-0 (polnisch, researchgate.net [PDF; abgerufen am 20. Mai 2019]).